# Robert Henry Codrington

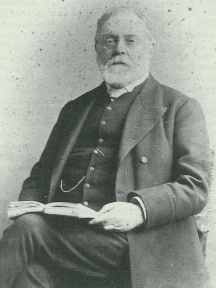

Robert Henry Codrington (Wroughton, 15 settembre 1830 – Chichester, 11 settembre 1922) è stato un antropologo e missionario britannico, anglicano.

## Biografia

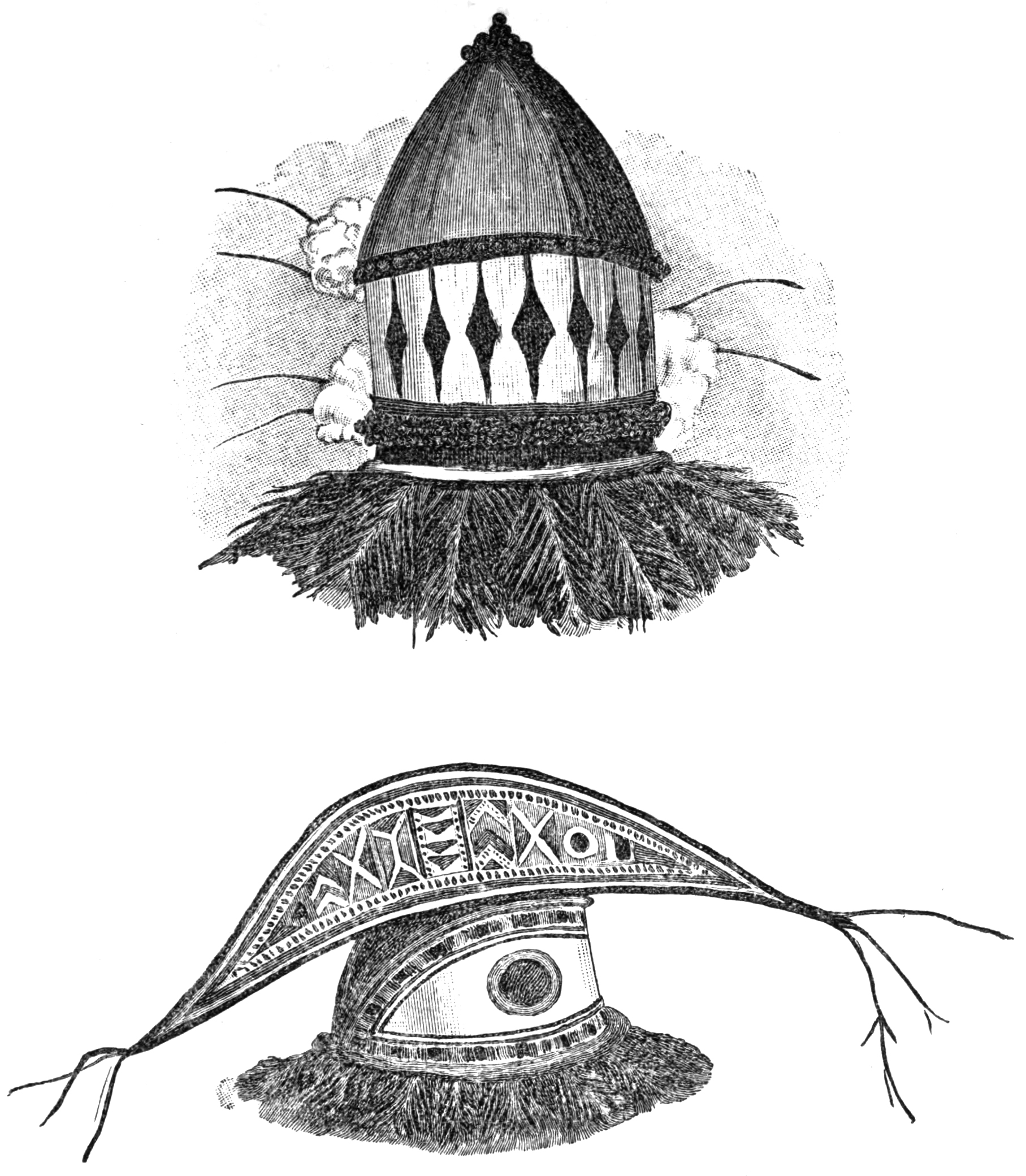

Seguace di John Patteson, Robert Henry Codrington fu un sacerdote anglicano che studiò fra i primi la cultura della società "melanesiana". Studiò la lingua dell'isola di Mota e pubblicò nel 1885 The Melanesian Languages, uno studio comparativo delle lingue parlate in quelle isole. Il termine mana si diffuse in occidente con il suo testo The Melanesians (1891).